# Comuna Trușești, Botoșani
Trușești este o comună în județul Botoșani, Moldova, România, formată din satele Buhăceni, Ciritei, Drislea, Ionășeni, Păsăteni și Trușești (reședința).
Comuna este situată în partea de nord-est față de municipiul Botoșani, pe malul drept și stâng al râului Jijia. Conform recensământului efectuat în acel an, în octombrie 2011, comuna Trușești avea o populație de 5.229 de locuitori, în scădere față de anul 2002 când se înregistrau 5.749 locuitori. Este compusă din 6 sate: Trușești, centrul de comună, Buhăceni, Ciritei, Drislea, Ionășeni și Păsăteni.
Comuna este străbătută pe o distanță de 13 km de râul Jijia, cu afluenții săi, râul Drâslea, râul Găinăria și râul Guranda. Prima atestare documentară a localității Trușești datează din 15 februarie 1568, conform unui Hrisov al Domnitorului Alexandru Lăpușneanu.

## Istoric
Cercetările istorice atestă faptul că satul Trușești este una din cele mai mari așezări neolitice din Sud-Estul Europei (mileniul al III-lea Î.H.). Localitatea Trușești figurează în unele hrisoave din anii 1439-1451.
Satul Trușești este o așezare veche; documentar, numele așezării este menționat în vremea lui Alexandru Lăpușneanu la 15 februarie 1568. În harta Moldovei lui Dimitrie Cantemir, care întregește lucrarea „Descripțio Moldaviae” satul Trușești nu figurează, pentru că, în vremea lui domnitorului Petru Șchiopul, satul fusese distrus de către tătari și cazaci. Pe veremea Movileștilor satul s-a reconstruit cu oameni aduși din părțile Bacăului. În timpul domniei lui Vasile Lupu satul este înzestrat cu heleștee și cu mori în apa Jijiei.
Comuna Trușești datează din anul 1835 și și-a păstrat componența actuală: Trușești, Ionășeni, Drislea, Buhăceni, Păsăteni și Ciritei.
Din declarațiile localnicilor mai în vârstă, în anul 1890 a început construcția căii ferate, ce trece pe aici, de către o societate austriacă. Tot în acest timp a fost începută și construcția părții stângi a satului (din partea stângă a râului Jijia). Bătrânii spun că pe locul unde se află astăzi Cinematograful „Victoria”, ar fi fost un beci unde se ținea vinul adus de la Cotnari, fapt ce presupune și existența unui han.
Între anii 1930-1960, comuna Trușești, Botoșani a fost centru de raion (raionul Trușești din Regiunea Suceava). 

### Etimologie
Denumirea satului vine de la numele boierului Trușescu Ervin.

### Stema

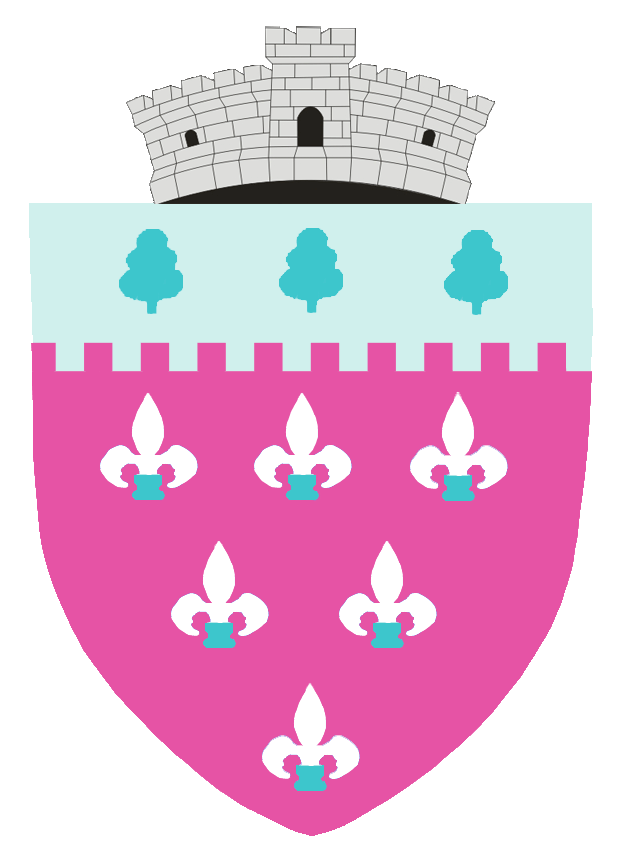
Vechea stemă.

Stema comunei a fost aprobată prin Hotărârea Guvernului României nr. 273 din 23 aprilie 2014 și se compune dintr-un scut triunghiular cu marginile rotunjite, tăiat în căprior (chevron). În partiția superioară, pe câmpul verde, se află două pene de hârleț argintii, dispuse în pal. Partiția inferioară are câmpul spiralat cu argint și roșu. Scutul este timbrat de o coroană murală de argint cu un turn crenelat.
Semnificațiile elementelor însumate
- Chevronul spiralat evocă Dealul Țuguieta, unde s-au făcut descoperiri valoroase cu privire la cultura Cucuteni.
- Penele de hârleț reprezintă cercetările arheologice făcute în zonă.
- Comuna are pe teritoriul ei una dintre cele mai cunoscute stațiuni arheologice cucuteniene.
- Coroana murală cu un turn crenelat semnifică faptul că localitatea are rangul de comună.[6]

## Geografie

### Floră și faună
Vegetația naturală a zonei de est a comunei Trușești este caracteristică zonei de silvostepă, fiind formată în special din terenuri agricole și pajiști. În nord, în est și în sudul comunei se întind terenuri agricole, iar în sud-vest și vest se întind păduri de gorun, carpen și fag, terenuri agricole și pajiști stepizate.
Fauna este formată din căprioară, iepuri, vulpi.

### Climă
Clima este temperat-continentală, influențată puternic de masele de aer din estul continentului, fapt ce determină ca temperatura medie anuală să fie mai redusă decât în restul țării ( 8- 9 oC), cu precipitații variabile, cu ierni sărace în zăpadă, cu veri ce au regim scăzut de umezeală, cu vânturi predominante din nord-vest și sud-vest.
| Date climatice pentru Trușești | Date climatice pentru Trușești | Date climatice pentru Trușești | Date climatice pentru Trușești | Date climatice pentru Trușești | Date climatice pentru Trușești | Date climatice pentru Trușești | Date climatice pentru Trușești | Date climatice pentru Trușești | Date climatice pentru Trușești | Date climatice pentru Trușești | Date climatice pentru Trușești | Date climatice pentru Trușești | Date climatice pentru Trușești |
| Luna                           | Ian                            | Feb                            | Mar                            | Apr                            | Mai                            | Iun                            | Iul                            | Aug                            | Sep                            | Oct                            | Nov                            | Dec                            | Anual                          |
| ------------------------------ | ------------------------------ | ------------------------------ | ------------------------------ | ------------------------------ | ------------------------------ | ------------------------------ | ------------------------------ | ------------------------------ | ------------------------------ | ------------------------------ | ------------------------------ | ------------------------------ | ------------------------------ |
| Maxima medie °C (°F)           | 2 (36)                         | 5 (41)                         | 10 (50)                        | 16 (61)                        | 22 (72)                        | 25 (77)                        | 27 (81)                        | 27 (81)                        | 21 (70)                        | 16 (61)                        | 8 (46)                         | 2 (36)                         | 15,1 (59,1)                    |
| Minima medie °C (°F)           | −5 (23)                        | −4 (25)                        | 0 (32)                         | 5 (41)                         | 10 (50)                        | 13 (55)                        | 15 (59)                        | 14 (57)                        | 10 (50)                        | 5 (41)                         | 0 (32)                         | −4 (25)                        | 4,9 (40,9)                     |
| Nr. de zile cu precipitații    | 10                             | 9                              | 12                             | 13                             | 14                             | 13                             | 13                             | 12                             | 11                             | 10                             | 10                             | 10                             | 137                            |
| Nr. mediu de zile cu ninsoare  | 12                             | 10                             | 7                              | 2                              | 0                              | 0                              | 0                              | 0                              | 0                              | 1                              | 5                              | 9                              | 46                             |
| Sursă: worldweatheronline.com  |                                |                                |                                |                                |                                |                                |                                |                                |                                |                                |                                |                                |                                |

## Demografie
Componența etnică a comunei Trușești
     Români (88,83%)
     Alte etnii (1,9%)
     Necunoscută (9,26%)
Componența confesională a comunei Trușești
     Ortodocși (85,8%)
     Penticostali (3,2%)
     Creștini după evanghelie (1,23%)
     Alte religii (0,32%)
     Necunoscută (9,44%)
Conform recensământului efectuat în 2021, populația comunei Trușești se ridică la 4.621 de locuitori, în scădere față de recensământul anterior din 2011, când fuseseră înregistrați 5.229 de locuitori. Majoritatea locuitorilor sunt români (88,83%), iar pentru 9,26% nu se cunoaște apartenența etnică. Din punct de vedere confesional, majoritatea locuitorilor sunt ortodocși (85,8%), cu minorități de penticostali (3,2%) și creștini după evanghelie (1,23%), iar pentru 9,44% nu se cunoaște apartenența confesională.

## Administrație
Comuna Trușești este administrată de un primar și un consiliu local compus din 15 consilieri. Primarul, Mihai Puruhniuc[*], de la Alianța pentru Unirea Românilor, este în funcție din 1 noiembrie 2024. Începând cu alegerile locale din 2024, consiliul local are următoarea componență pe partide politice:
|  | Partid                          | Consilieri | Componența Consiliului | Componența Consiliului | Componența Consiliului | Componența Consiliului | Componența Consiliului |
|  | ------------------------------- | ---------- | ---------------------- | ---------------------- | ---------------------- | ---------------------- | ---------------------- |
|  | Alianța pentru Unirea Românilor | 5          |                        |                        |                        |                        |                        |
|  | Partidul Social Democrat        | 5          |                        |                        |                        |                        |                        |
|  | Partidul Național Liberal       | 5          |                        |                        |                        |                        |                        |

### Primăria Trușești
Primar: Ailenei Petru Grisa PSD
Viceprimar: Coteata Liviu PSD
Secretar: Bejenariu Iacob Stelică

## Educație

### Grădinițe
- Grădinița cu program normal Buhăceni
- Grădinița cu program normal Drislea
- Grădinița cu program normal Ionășeni
- Grădinița cu program normal Trușești

### Școli
- Școala cu clasele I-VIII Buhăceni
- Școala cu clasele I-VIII Drislea
- Școala cu clasele I-VIII Ionășeni
- Școala cu clasele I-VIII Trușești

### Licee
Grupul Școlar “DEMOSTENE BOTEZ“ a fost înființat în anul 1953 sub denumirea de atunci de Școala Medie Mixtă Trușești. Încă de la începuturile sale, liceul s-a făcut cunoscut ca o unitate școlară de prestigiu atât pe plan local cât și național, prin rezultatele obținute de elevii săi la olimpiadele școlare și examenele de admitere în învățământul superior.

## Personalități
- Constantin Atanasiu (1897 - 1963), inginer electromecanic, licențiat în drept. Consilier în Comisia prezdențială pentru refacerea econimică după primul război mondial (1948), vicepreședinte al comitetului de stat al planificării (1948-1963), vicepreședinte al ASIT (1948-1963)
- Maria Baciu (n. 1942), poetă română, profesoară de limba și literatura româna la Liceul Teoretic din Trușești (1966 - 1970)
- Demostene Botez (1893 - 1973), scriitor și publicist român, academician (membru corespondent din 1963) și avocat (licențiat în drept al Facultății din Iași).
- Mihai Cojocariu - conf. univ. dr. la Facultatea de Istorie din cadrul Universității "Alexandru Ioan Cuza", din Iași;
- Constantin Constantinescu - compozitor, membru al Uniunii Compozitorilor și Muzicologilor;
- I. Constantinescu - profesor, autor al „Dicționarului turistic al României”;
- Dumitru Constantinescu – prof universitar de istorie, arheolog, restaurator al Cetății Neamțului;
- Veronica Constantinescu (1912 - 2004), pictoriță, stareță a Mănăstirii Agapia între anii 1950-1960;
- Ioan Nemțoi, sculptor în sticlă, membru al Uniunii Artiștilor Plastici din România;
- Mihai Toma - prof. univ. dr., actualmente Decan al Facultății de Fizică, Universitatea "Alexandru Ioan Cuza" din Iași;
- Constantin Sălăvăstru (n. 1956), profesor universitar la Universitatea „Alexandru Ioan Cuza” din Iași.[11]
- Ioana Strungaru (n. 1989), canotoare, medaliată cu bronz la Jocurile Olimpice de vară din 2016.

## Obiective istorice și culturale în Comuna Trușești
- Biserica de lemn din Buhăceni, cu hramul Sfinții Arhangheli Mihail și Gavriil (Sf. Voievozi), construită în jurul anului 1777 de către boierul Ștefan Donici

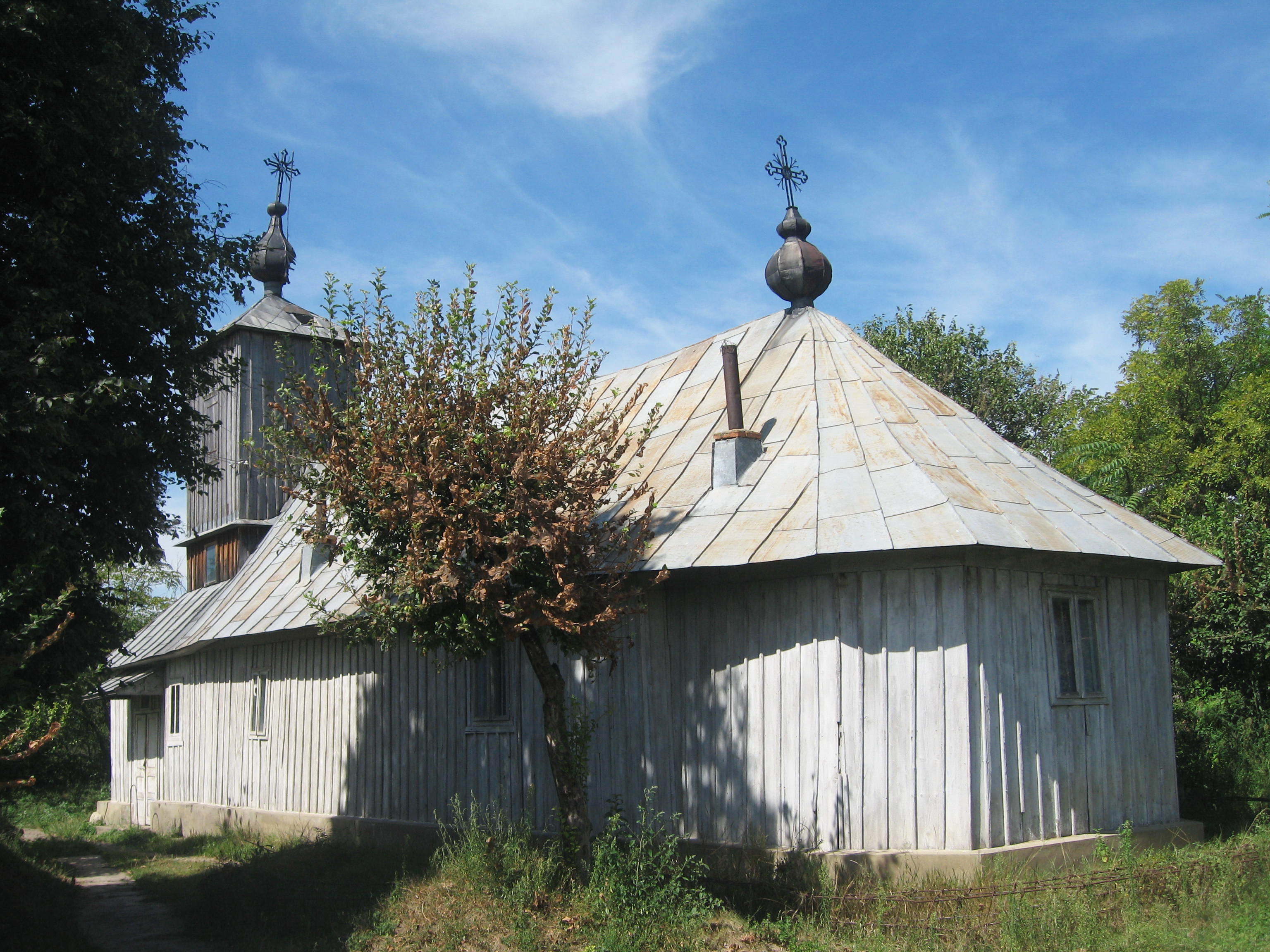
Biserica de lemn din Buhăceni.

- Biserica de lemn din Ionășeni, cu hramul Sfântul Dumitru, construită în secolul al XIX-lea (1825)[12], inclusă pe Lista monumentelor istorice din județul Botoșani din anul 2004

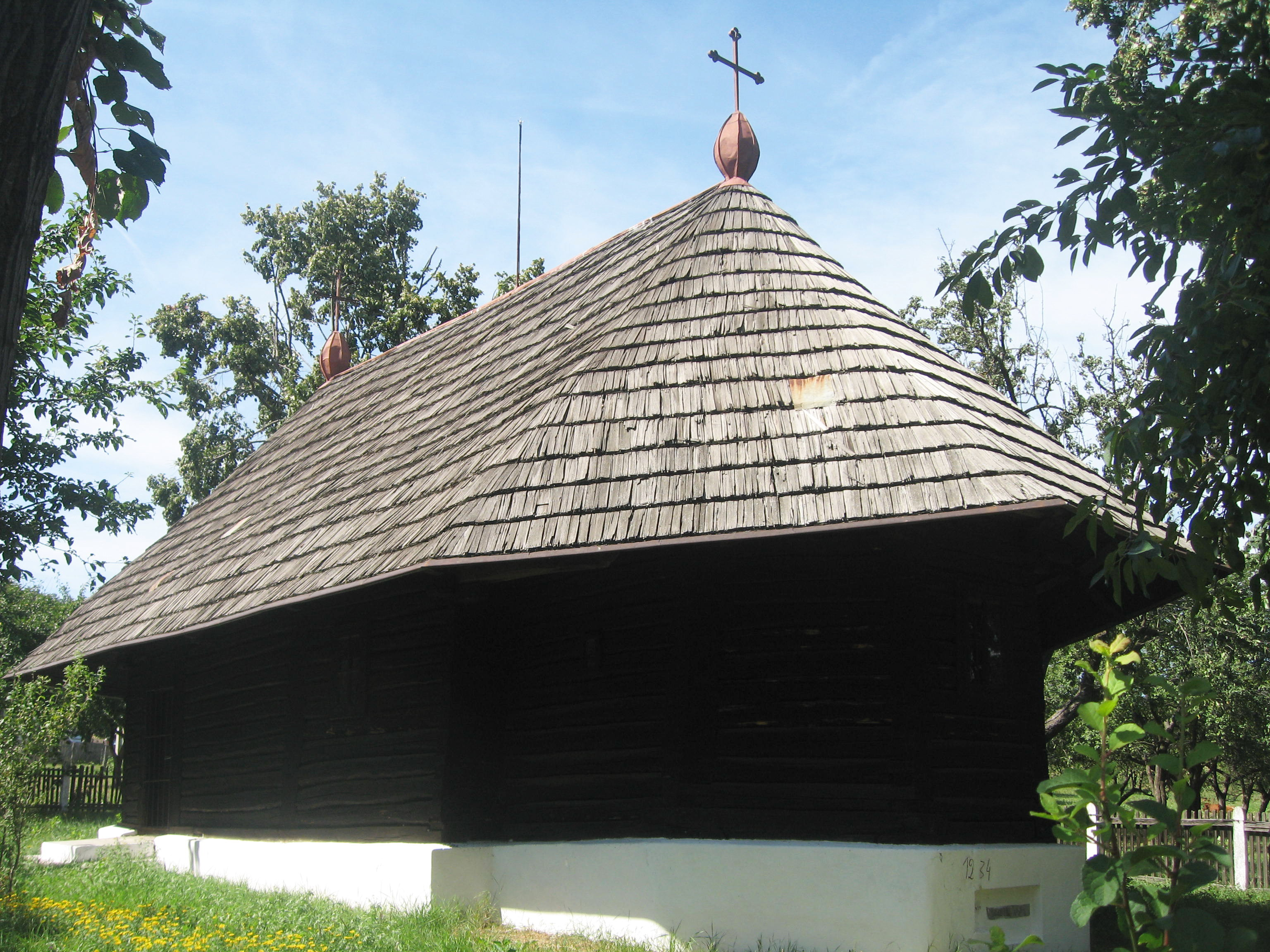
Biserica de lemn din Ionășeni văzută dinspre sud-est.

- Biserica din Trușești cu hramul Sfântul Nicolae, finalizată în anul 1839.

Biserica Sf. Nicolae

- Muzeul satului - localitatea Trușești

Muzeul Satului

## Vestigii arheologice

### Așezările neolitice de la Țuguieta
Dacă vorbim despre satul Trușești, săpăturile arheologice efectuate în anul 1943 au scos la iveală aici urme materiale de viață omenească încă din vremea orânduirii primitive.
În urma săpăturilor pe înălțimea Țuguieta și pe locurile ridicate din albia majoră a Jijiei, denumită „la movilă” și la ”copac”, efectuate sub conducerea profesorului Mircea Petrescu-Dâmbovița, în perioada 1951-1959 și în anul 1961, au fost descoperite vestigii aparținând mai multor epoci diferite:
- Eneolitic (așezare cucuteniană)
- Epoca bronzului (necropolă Noua - cercetată Între 1951 - 1953)
- Prima epocă a fierului (depozit de obiecte de fier și de bronz argintat)
- Începutul epocii migrațiilor (necropola sarmatică)

Necropola are o suprafață de peste 1300 m². Aici s-au găsit 127 morminte, majoritatea indivuale, doar două fiind duble, cu 129 schelete (50 schelete prezintă lipsuri considerabile, 10 prezintă lipsuri, iar 67 sunt în mare parte bine păstrate).
De asemenea, s-au găsit diverse obiecte din lut, din cultura Cucuteni, reprezentând:
- Strachină, Cultura Cucuteni B – Tripolie C I, MIMIS
- Figurină antropomorfă feminină, Cultura Cucuteni, epoca eneolitică, 4350-4200 î.Hr

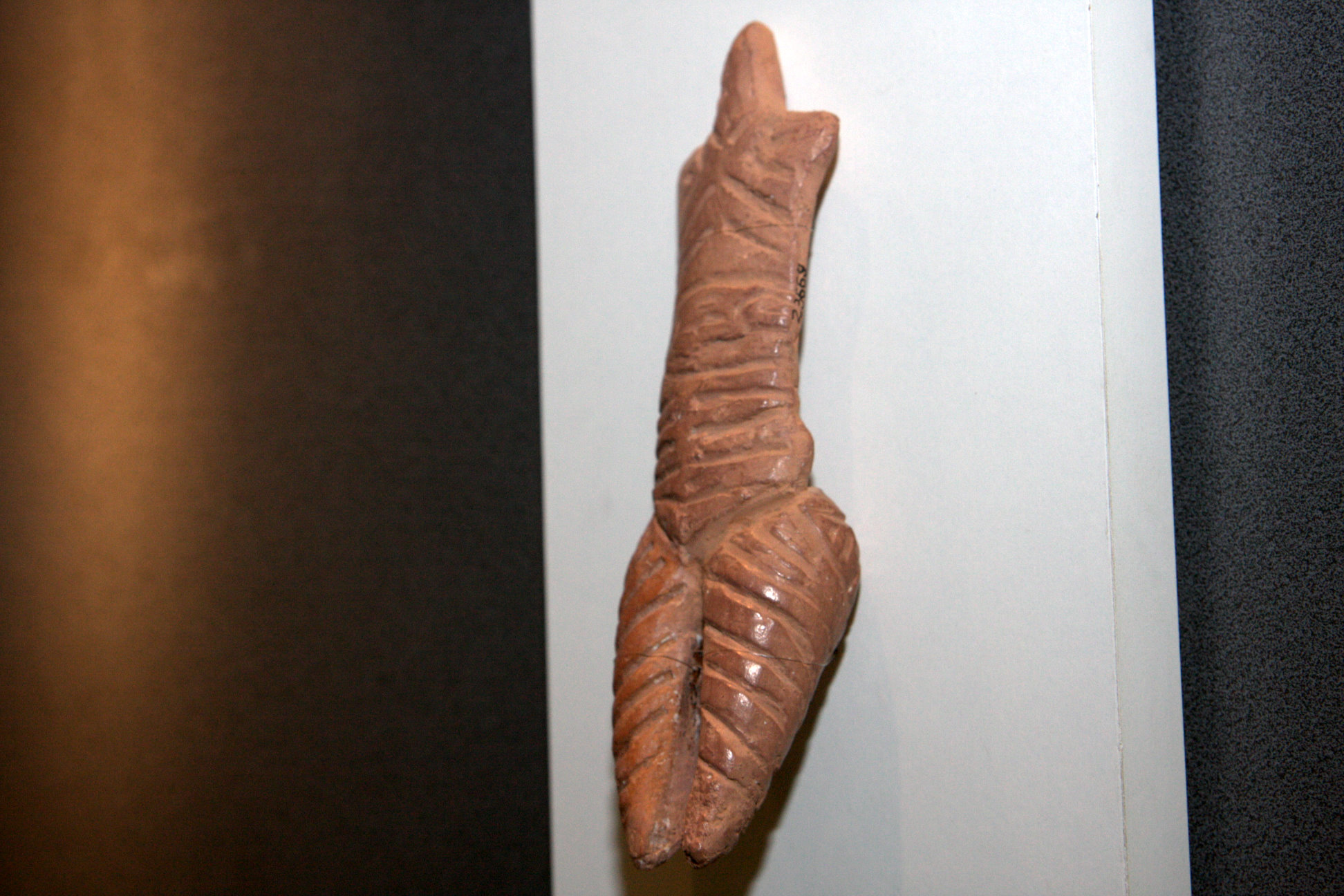
Figurină antropomorfă feminină

### Situl arheologic de la Țintirim
Situl arheologic este situat la 1,5 km NE de satul Ionășeni. Conform Listei Monumentelor Istorice din România, publicată, în anul 2004, de Institutul Național al Monumentelor Istorice, monumentul are numărul de ordine 01797.
- așezare din Epoca fierului, sec. VI - IV îHr. (Cod LMI BT-I-m-B-01797.04)
- așezare din Epoca romano-bizantină, sec. IV - V (Cod LMI BT-I-m-B-01797.03)
- așezare din Epoca medieval timpurie, sec. VIII - X (Cod LMI BT-I-m-B-01797.02)
- așezare din Epoca medievală, sec. XIV - XV și XII - XVIII (Cod LMI BT-I-m-B-01797.01)